# Planococcus fungicola
Planococcus fungicola är en insektsart som beskrevs av Watson och Cox 1990. Planococcus fungicola ingår i släktet Planococcus och familjen ullsköldlöss.
Artens utbredningsområde är Kenya. Inga underarter finns listade i Catalogue of Life.